# George Vithoulkas
George Vithoulkas (en grec: Γιώργος Βυθούλακας) (Atenes, 25 de juliol de 1932) és un professor i practicant d'homeopatia grec.
Va estudiar homeopatia a Sud-àfrica i va rebre un diploma en homeopatia de l'Institut Indi d'Homeopatia el 1966. Després de rebre el diploma va tornar a Grècia, on va practicar i va començar a ensenyar homeopatia clàssica als metges al que es convertiria en el Centre de Medicina Homeopàtica a Atenes. El 1972, Vithoulkas va iniciar una revista homeopàtica grega, Homeopathic Medicine. El 1976 va organitzar la primera d'una sèrie anual de seminaris internacionals homeopàtics. El 1995, va inaugurar la International Academy for Classical Homeopathy a Alonissos, que ofereix formació de postgrau a homeòpates.
Vithoulkas ha escrit diversos llibres sobre l'homeopatia, dos dels quals, Homeopathy: Medicine of the New Man i The Science of Homeopathy, han estat àmpliament traduïts, i actualment està escrivint Materia Medica Viva, una materia medica homeopàtica o obra de referència sobre els remeis homeopàtics, que hauria d'arribar a 16 volums una vegada acabada. A més de llibres, ha publicat nombrosos articles en revistes homeopàtiques i ha desenvolupat un sistema expert perquè els homeòpates l'utilitzin en l'elecció dels remeis per als seus pacients.
Vithoulkas va ser guardonat amb el Right Livelihood Award el 1996.

## Elogis i crítiques
D'acord amb la cita sobre Vithoulkas del Right Livelihood Award, els seus llibres "han tingut una profunda influència en l'acceptació i la pràctica de l'homeopatia a nivell mundial".
Robin Shohet l'ha descrit com "el mestre de l'homeopatia clàssica", Lyle Morgan diu que està "àmpliament considerat com el més gran que teòric homeòpata viu", i Scott Shannon el defineix com un "mestre contemporani de l'homeopatia". Paul Ekins atribueix a Vithoulkas el renaixement de la credibilitat de l'homeopatia.
La seva biografia ha estat publicada al llibre Georgos Vithoulkas Der Meister-Homöopath Biographie und Fälle, del periodista Peter Clotten i l'homeòpata Susan Pfeifer, que va estudiar a la seva Acadèmia Internacional d'Homeopatia Clàssica.
El 1978, Anthony Campbell, aleshores un metge especialista al The Royal London Homeopathic Hospital, va fer una ressenya de The Science of Homoeopathy. Va criticar Vithoulkas per utilitzar afirmació en comptes d'evidència sòlida i per construir un argument gairebé sense sentit sobre la base d'una teoria dubtosa de la malaltia. Va descriure la retòrica plantejada per Vithoulkas (en presentar l'argument que la "medicalització al·lopàtica" és perjudicial i s'ha d'evitar) com una declaració completament irresponsable que podria induir a error a una desafortunada persona no experta i fer-la rebutjar el tractament ortodox, i va esmentar l'afirmació de Vithoulkas, "en el moment d'exposar un argument destinat a demostrar que els "medicaments al·lopàtics" són perjudicials i s'han d'evitar", que la sífilis, quan es tracta amb antibiòtics, presentaria les primeres etapes reprimides, però passaria després a l'etapa secundària i terciària. No obstant això, va trobar també que el llibre proporcionava una bona descripció, si bé dogmàtica, dels principis i la pràctica de l'homeopatia "clàssica". En resposta, Vithoulkas va citar diversos estudis mèdics que, segons ell, recolzarien la seva afirmació que la penicil·lina "pot suprimir la sífilis primària tot i no impedir el desenvolupament d'una etapa terciària, especialment com es manifesta en la psicosi". Les afirmacions de Vithoulkas entren en conflicte amb els estudis científics, que indiquen que el tractament amb penicil·lina produeix una curació completa de la sífilis en més del 90% dels casos.